# Odontolamia
Odontolamia is een kevergeslacht uit de familie van de boktorren (Cerambycidae). De wetenschappelijke naam van het geslacht werd voor het eerst geldig gepubliceerd in 1944 door Breuning.

## Soorten
Odontolamia is monotypisch en omvat slechts de volgende soort:
- Odontolamia sellata (Harold, 1879)